# Rosenträ

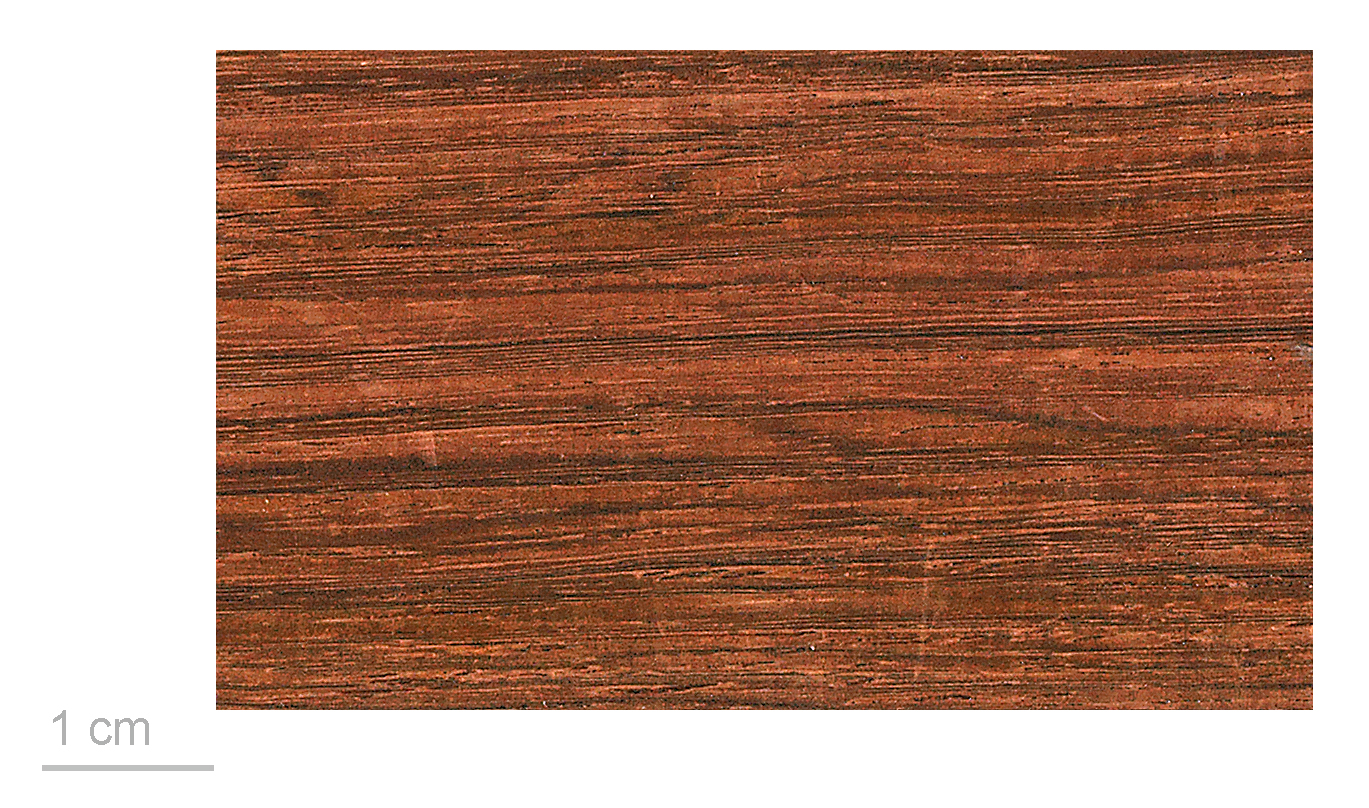
Provbit på rosenträ

Rosenträ, även kallat palisander, är olika träsorter som utvinns av träd från släktet Dalbergia som tillhör familjen ärtväxter. Rosenträden växer i regnskogarna i Sydamerika bland annat Peru och Brasilien. Träden kan bli 30 meter höga och har röd bark och gröna spetsiga blad året runt och små gula blommor som växer i grupp. Veden kan man känna igen genom dess svagt rosenröda färg.

## Rosenträolja
Rosenträolja kommer från Aniba rosaeodora som inte är släkt med Dalbergiorna. Namnet Roseaodora betyder rosdoftande eller väldoftande på latin, trädet kallas även Brasilianskt rosenträd. Det har ett välluktande trä som beskrivs för första gången i boken Gagnväxter av Lundaprofessorn Jönsson år 1910. På 1800-talet hittade fransmannen Guiana träd i Frankrike och började då utvinna olja ur träden. Oljan innehöll doftämnet linalol.

## Odling och bruk
Träden växer i regnskogen. När de är klara att skördas hugger man ned trädet i meterlånga bitar. Därefter flottas de till destilleringsanläggningar där veden flisas. Det utvinns även eteriska oljor från trädet. 1920 började man att odla rosenträ i Indien och det står nu för huvuddelen av all linaloeolja som utvinns där.

## Hot mot arten
Som alla andra träd i regnskogarna lever rosenträden farligt. Det huggs ner mängder med träd för att komma åt virket. CITES har klassat träden som hotade på grund av avverkningen och exporten.